# Borut Gombač
Borut Gombač, slovenski pesnik, pisatelj, dramatik in knjižničar, *12. junij 1962, Maribor.

## Življenje
Gombač je po poklicu in izobrazbi knjižničar. Med letoma 1990 in 1992 je bil samostojni kulturni delavec, od leta 1992 pa je zaposlen v Univerzitetni knjižnici v Mariboru. Je eden od pobudnikov in organizatorjev Slovenskih dnevov knjige v Mariboru (Ko te napiše knjiga) in dobitnik številnih nagrad (Glazerjeve listine (2006), nagrade za vrhunske dosežke na področju literature Mestne občine Maribor ...).

## Delo
Piše kratke zgodbe, pravljice, pesmi, besedila za songe, radijske in lutkovne igre ...

## Priznanja in nagrade
Njegove pravljice so bile večkrat nagrajene na natečajih Radia Slovenija, lutkovna igra Kdo je navil rumeno budilko pa na slovenskem lutkovnem festivalu Klemenčičevi dnevi.
Zbirka desetih pravljic Velike oči male budilke je avtorju prinesla dve nominaciji za najpomembnejši nagradi na področju mladinske književnosti na Slovenskem, in sicer nominacijo za desetnico (nagrado podeljuje mladinska sekcija pri Društvu slovenskih pisateljev) in večernico (vseslovenska nagrada za izvirno leposlovje).
Leta 2020 je prejel Veronikino nagrado za pesniško zbirko S konico konice jezika, oktobra 2020 pa je bil imenovan za Basadorja Basovskih Znanosti.